# 담철곤
담철곤(譚哲坤, 1955년 6월 6일 ~ )은 오리온그룹 회장을 맡고 있는 대한민국의 기업인이다.

## 생애
1955년 6월 6일, 경상북도 대구시 종로출장소 종로2가에서 한의원을 운영하던 대만계 화교 혼혈 집안에서 태어났다.
중학교 3학년 서울에 있는 Seoul Foreign School 로 진학했고 미국 조지워싱턴대학교를 졸업했다. 유학을 마치고 돌아와 SFS에서 만난 이양구 동양그룹 창업주의 차녀 이화경에게 10년이 넘는 구애를 한 끝에 결혼했다.
1980년 장인의 회사인 동양그룹에 입사해 동양시멘트 구매부서에서 일했다. 1년 후 동양제과로 자리를 옮겨 1983년 상무, 1984년 전무에 오르고 1985년 부사장으로 승진했다. 부사장으로 근무하다가 이 창업주가 타계하자 동양제과 대표이사 사장을 맡아 경영권을 물려 받았다. 동양제과를 동양그룹과 계열분리하고 사명을 오리온으로 바꾸면서 오리온그룹 회장에 올랐다. 이후 제과사업뿐 아니라 유통, 미디어, 영화, 외식 등으로 사업을 다각화하다 2013년 부인 이화경 부회장과 함께 오리온그룹 등기이사에서 물러났다.

## 학력
- 조지 워싱턴 대학교 마케팅학과 학사 수료

## 논란
담철곤은 1991년 경상북도 청도군 각북면 일대에 모친의 분묘를 조성했고, 추가로 1999년 부친의 묘를 만들어 2기의 합장묘를 설치했다. 하지만 이곳은 등기부등본상 농지인 '전(田)'으로 규정되어 있어 묘지가 들어설 수 없는 곳이며, 묘소 부지는 담철곤 회장이 아닌 오리온그룹 직원이 등기권자로 돼 있어 토지 차명 보유 의혹을 받았다. 묘소의 총 면적은 국립서울현충원에 조성된 김영삼 전 대통령의 묘(264m²)의 8배에 달하는 2,147m²(649평)으로 장사법에서 규정한 규모를 넘는다.
중국 시장에 진출한 공적을 가지고 논란이 많다. 그를 비난하는 사람들의 주장을 요약하자면 대충 장인에게 충분한 세력을 얻었으나 그것을 자신의 공으로만 돌린다는 것이다. 그러나 그를 지지하는 사람들에 의하면 현재는 실패한 현재현이 많은 지원을 받았으며 중국 시장도 그를 지지하는 사람들하고만 진출했다고 한다. 그래서 그 소수가 그 이익을 다수 점유하는 게 당연하다는 입장이다.

## 경력
- 동양시멘트 대리
- 동양제과공업 부사장
- 동양제과 대표이사 사장
- 오리온프리토레이 대표이사 사장
- 동양마트 대표이사 사장
- 대한상공회의소 의원
- 한국광고주협회 이사
- 온미디어(현 CJ ENM) 대표이사 회장
- 미디어플렉스 대표이사 사장
- 오리온그룹 회장
- 고양 오리온 오리온스 구단주

## 같이 보기
- 담씨(중국어판) - 백가성